# Krásná (district de Cheb)
Pour les articles homonymes, voir Krasna.
Krásná (en allemand : Schönbach bei Asch) est une commune du district de Cheb, dans la région de Karlovy Vary, en Tchéquie. Sa population s'élevait à 612 habitants en 2020.

## Géographie
Limitée à l'ouest par la frontière allemande, Krásná est la commune la plus à l'ouest de la Tchéquie. Elle est située à 3 km au nord-ouest de la ville d'Aš, à 23 km au nord-ouest de Cheb, à 51 km à l'ouest de Karlovy Vary et à 163 km à l'ouest de Prague.
La commune est limitée par l'Allemagne au sud-ouest, à l'ouest et au nord-ouest, par Hranice au nord, par Podhradí à l'est et par Aš au sud-ouest.

## Histoire
La première mention écrite de la localité date de 1331.

## Population
Recensements ou estimations de la population
| 2024 | 2025 |
| ---- | ---- |
| 625  | 625  |